# جورج آدامز (ملحن)
جورج آدامز (بالإنجليزية: George Adams)‏ هو عازف ساكسفون وملحن أمريكي، ولد في 29 أبريل 1940 في كوفينغتون في الولايات المتحدة، وتوفي في 24 نوفمبر 1992 في نيويورك في الولايات المتحدة.

## وصلات خارجية
- جورج آدامز على موقع ميوزك برينز (الإنجليزية)
- جورج آدامز على موقع أول ميوزيك (الإنجليزية)
- جورج آدامز على موقع ديسكوغز (الإنجليزية)